# Sheikh Abbas Qommi
Abbas Qommi (persiska: شیخ عباس قمی), även känd som Muhaddith Qommi då han var en expert i vetenskapen hadith, född 1877 i Persien, död 1941, var en iransk shiamuslimsk lärd från Qom, Iran. Han är bland annat känd för att ha skrivit och kompilerat boken och duasamlingen Mafatih al-Jinan.